# رینزی، میسیسیپی
رینزی (به انگلیسی: Rienzi) شهرکی در ایالت میسیسیپی کشور ایالات متحده آمریکا است که جمعیت آن در سرشماری سال ۲۰۱۰ میلادی، ۳۱۷ نفر بوده‌است.